# Arthropode bivalve
Pour les articles homonymes, voir Arthropode et Bivalve.

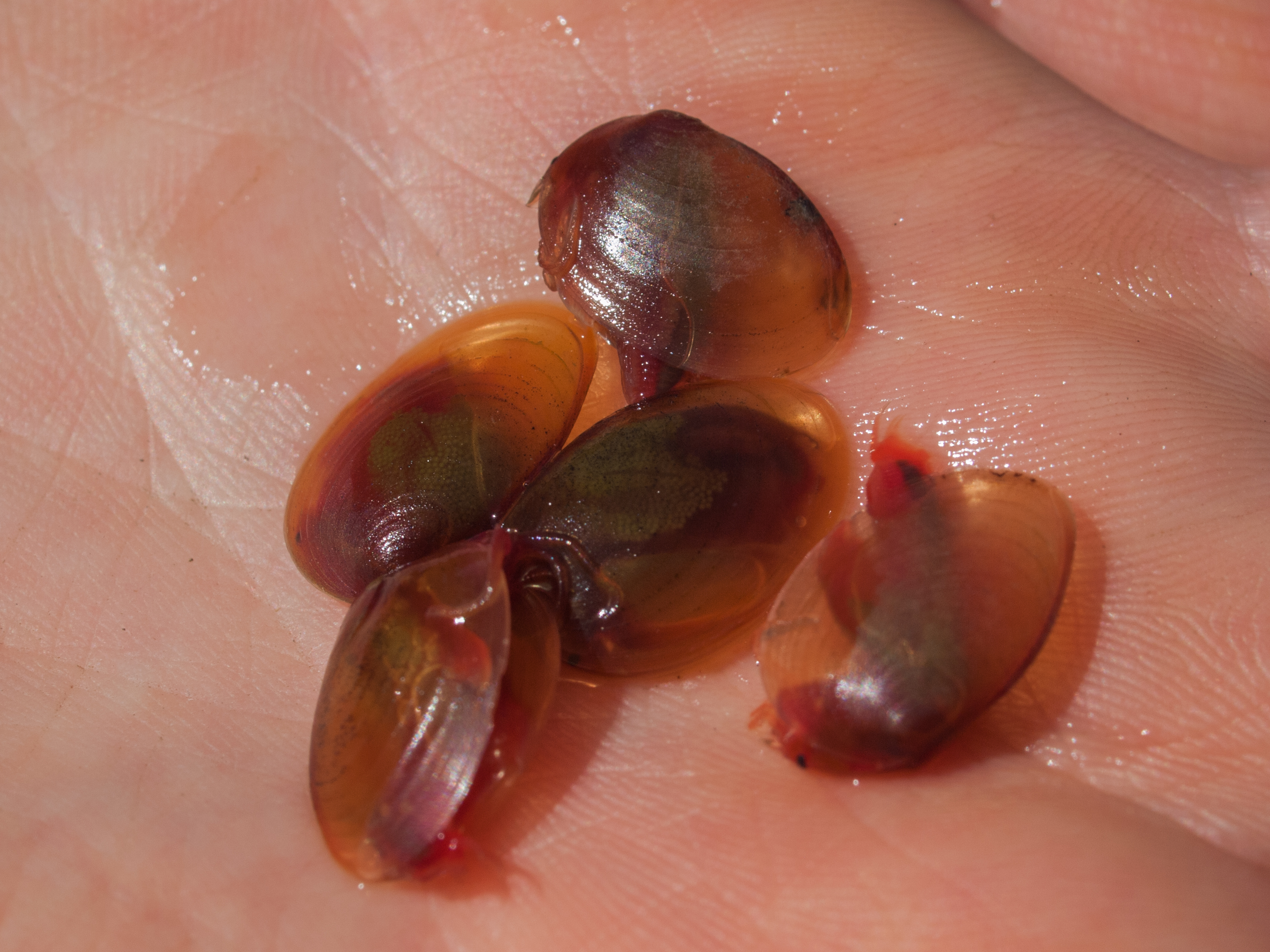
Cyzicus californicus, une espèce actuelle de Diplostracés.

Les arthropodes bivalves sont des arthropodes entourés d'une carapace calcaire constituée de deux valves articulées. Ils comprennent les Ostracodes, les Ascothoracides (en) et les Diplostracés actuels (des Crustacés), ainsi que de nombreux groupes fossiles de Mandibulés (apparentés aux Crustacés).
Les arthropodes bivalves sont présents depuis le Cambrien inférieur. En 2012, un arthropode de l'étage 5 (Wuliuen, 506,5–504,5 Ma), découvert dans les Tulip Beds (en) (localité S7 des schistes de Burgess),  possède un thorax faiblement sclérifié avec des appendices filamenteux, enfermé dans une carapace bivalve, ainsi qu'un abdomen et un telson allongés et fortement sclérifiés. Ce taxon se situe à la base des Arthropodes (Panarthropodes à tronc arthropodisé) et suggère que l'arthrodisation (sclérotinisation et articulation de l'exosquelette) a évolué pour faciliter la nage. En 2021, quatre spécimens exceptionnellement bien préservés d'une nouvelle espèce d'arthropodes bivalves sont découverts dans le site de Qingjiang (étage 3, 521,0–514,5 Ma) : Duplapex anima (en) se caractérise par une carapace bivalve ornementée, une encoche ventrale et une épine de doublure sur la valve, ainsi qu'une paire d'yeux composés reliés par des pédoncules oculaires annelés et charnus.

## Taxonomie
Les groupes connus d'arthropodes bivalves sont :
- les Hymenocarines (en), un ordre de Mandibulés, présents au Cambrien (539–485 Ma), dont les genres Balhuticaris (en), Canadapsis, Clypecaris (en), Duplapex (en), Ercaicunia (en), Loricicaris (en), Nereocaris (en), Odaraia, Pakucaris (en), Pauloterminus (en), Pectocaris (en), Plenocaris (en), Tokummia (en), Xiazhuangocaris (en) et Waptia ;
- les Isoxyides (en), un ordre de Mandibulés, présents au Cambrien de l'étage 3 (521–515 Ma) au Miaolingien (509–497 Ma), dont les genres Isoxys et Surusicaris (en) ;
- les Occacaris (en), un genre de Mandibulés, présents au Cambrien de l'étage 3 (521–515 Ma) au Miaolingien (509–497 Ma) ;
- les Bradoriides (en), un ordre de Mandibulés, présents du Cambrien (étage 3, 521–515 Ma) à l'Ordovicien moyen 470–459 Ma), dont les genres Kunmingella (en) et Kunyangella (en) ;
- les Phosphatocopines (en)[3], un clade de Mandibulés, présents au Cambrien de la série 2 (521–509 Ma) au Furongien (497–485 Ma) ;
- les Radiodontes (en), un ordre de Mandibulés, présents du Cambrien (série 2, 521–509 Ma) au Dévonien inférieur (419–501 Ma) ;
- les Pseudoarctolepis (en), un genre de Mandibulés, présents au Cambrien du Wuliuen (507–505 Ma) au Drumien (505–505 Ma) ;
- les Ostracodes, une classe de Crustacés, présents depuis l'Ordovicien inférieur (Trémadocien, 485–478 Ma) ;
- les Thylacocéphales, une classe de Mandibulés, présents de l'Ordovicien supérieur (Sandbien, 458–453 Ma) au Crétacé supérieur (101–66 Ma) ;
- les Montecaris (en), un genre de Malacostracés (des Crustacés), présents au Dévonien (Frasnien et Famennien, 382–359 Ma) ;
- les Ascothoracides (en), une sous-classe actuelle de Thecostraca (des Crustacés) ;
- les Conchostracés, un ordre obsolète (paraphylétique) de Crustacés branchiopodes actuels, aujourd'hui divisé en Cyclestherides (nl) (un ordre), Laevicaudates et Spinicaudates (deux sous-ordres de Diplostracés) ;
- les Diplostracés, un ordre de Crustacés branchiopodes actuels.

Il existe aussi des espèces isolées de Mandibulés bivalves fossiles, seuls représentants connus de leurs ordre, famille et genre, notamment :
- Chuandianella ovata (en) (Cambrien, étage 3, 521–515 Ma) ;
- Erjiecaris minisculo (en) (Cambrien, étage 3, 521–515 Ma) ;
- Forfexicaris valida (en) (Cambrien, étage 3, 521–515 Ma) ;
- Vetulicola cuneata (en) (Cambrien, étage 3, 521–515 Ma) ;
- Protocaris marshi (en) (Cambrien, série 2, 521–509 Ma) ;
- Combinivalvula chengjiangensis (it) (Cambrien, série 2, 520 Ma) ;
- Erratus sperare (en) (Cambrien, série 2, 518 Ma) ;
- Kootenichela deppi (en) (Cambrien, Miaolingien, 509–497 Ma) ;
- Carnarvonia venosa (en) (Cambrien, Miaolingien, 506 Ma) ;
- Ceratiocaris solenoides (en), une espèce de Malacostracés (des Crustacés) de l'Ordovicien (Trémadocien et Emsien, 479–403 Ma) ;
- Douglasocaris collinsi (en), une espèce de Malacostracés (des Crustacés) de l'Ordovicien (Darriwilien, 460 Ma) ;
- Acheronauta stimulapis (Silurien, du Télychien, 439–433 Ma, au Sheinwoodien, 433–431 Ma).